# Суданский козёл
Суданский козёл, или нильский личи (лат. Kobus megaceros) — исчезающий вид антилоп рода водяные козлы, обитающий в поймах на территории Южного Судана и северо-западной части Эфиопии, преимущественно в болотистых районах. Численность популяции в дикой природе оценивалась в количестве от 30 000 до 40 000 животных в 1983 году, более современных данных о численности нет.

## Описание
Суданский козёл имеет рост 90—100 сантиметров в холке и весит от 70 до 110 килограммов. Мех является ворсистыми с особенно длинными волосами на щеках у обоих полов, а у самцов могут быть ещё более длинные волосы на шеях. У суданских козлов наблюдается половой диморфизм. Окраска самок — золотисто-коричневая (у молодняка самцов такая окраска тоже присутствует, но она исчезает, когда они достигают 2—3-летнего возраста) с белым низом живота; рога отсутствуют. Окраска самцов — шоколадно-коричневого или красновато-коричневого цвета с белой «накидкой» на плечах и маленькими белыми участками у глаз. Рога вырастают до длины в 50—80 см, имеют изогнутую, «лировидную» форму. Средняя продолжительность жизни — от 10 к 11,5 лет, максимальная — до 19 годам.

## Образ жизни и поведение
Суданские козлы способны издавать громкие звуки с целью общения между собой и подачи сигналов. Крики самок напоминают кваканье жаб. Суданские козлы относятся к так называемым «сумеречным» животным, активных в вечерние часы и перед рассветом. Образуют стада, где на одного самца может приходиться до 15 самок. Питаются суккулентами, диким рисом и водными растениями. Половой зрелости достигают к двухлетнему возрасту, распространены бои на рогах за самок во время брачного сезона. Самка приносит одного детёныша после 7—9 месяцев беременности, в возрасте 6—8 месяцев он становится самостоятельным.